# アッシュヴィル (砲艦)
|          | |
| 艦歴     | |
| 発注     | |
| 起工     | 1918年6月9日                                                                                        |
| 進水     | 1918年7月4日                                                                                        |
| 就役     | 1920年7月6日                                                                                        |
| 退役     | |
| その後   | 1942年3月3日に戦没                                                                                  |
| 除籍     | 1942年5月8日                                                                                        |
| 性能諸元 | |
| 排水量   | 常備：1,207トン 満載：1,760トン                                                                     |
| 全長     | 241 ft 2 in (73.5 m)                                                                                |
| 全幅     | 41 ft 3 in (12.6 m)                                                                                 |
| 吃水     | 12 ft 9 in (3.9 m)                                                                                  |
| 機関     | ソーニクロフト式石炭専焼水管缶（1912年に石炭・重油混焼缶に改造）+パーソンズ式直結タービン1基1軸推進 |
| 最大出力 | 800shp                                                                                              |
| 最大速力 | 12.0ノット                                                                                          |
| 乗員     | 159名                                                                                               |
| 兵装     | 5インチ：12.7cm（51口径）単装速射砲1基1門 3ポンド：7.62cm（50口径）単装速射砲2基2門                 |

アッシュヴィル (USS Asheville, PG-21) はアメリカ海軍の砲艦。アッシュヴィル級。艦名はノースカロライナ州アッシュビルに因む。

## 艦歴
「アッシュヴィル」は1918年6月9日起工。同年7月4日には進水し、1920年7月6日に就役した。就役後、「アッシュヴィル」はアジア艦隊に配属され、中国水域に於いては、他の列強の砲艦と共に所謂「長江パトロール」を行った他、フィリピン方面でも行動した。1929年から1931年のバナナ戦争の期間中にカリブ海およびニカラグアに配備された以外は、終始中国水域を拠点とした。
1941年12月7日の真珠湾攻撃の際、「アッシュヴィル」はフィリピンで哨戒中だった。フィリピンに日本軍に脅威が迫ってくる前に、アジア艦隊の稼動可能艦は12月中にすべてオランダ領東インドに撤退することとなった。「アッシュヴィル」も、12日間かけた3,200キロに及ぶ逃避行の末、ジャワ島南岸部に到着した。しかし、1942年2月27日から3月1日にかけて行われたスラバヤ沖海戦の結果、ジャワ島近海の制海権は日本のものになった。これを受け3月1日、コンラッド・ヘルフリッヒ中将はチラチャップに残っていた艦船にオーストラリアおよびセイロン島への脱出命令を出した。「アッシュヴィル」も、チラチャップからオーストラリアのフリーマントルへ向けて出航した。
一方その頃、ジャワ島陥落を目前に控えた日本海軍は、ジャワ島から逃亡する敵艦船を片っ端から撃沈するため、第二艦隊司令長官近藤信竹中将直卒の重巡洋艦「愛宕」、「摩耶」、「高雄」は駆逐艦「野分」と「嵐」を伴い、これより先の2月25日にセレベス島スターリング湾を出撃。「アッシュビル」がチラチャップを出港した3月1日には、第二艦隊はそのチラチャップ南方で小型商船を次々と撃沈または拿捕していた。3月2日にはアメリカ駆逐艦「ピルスバリー」とイギリス駆逐艦「ストロングホールド」が撃沈された。
3月3日、「アッシュヴィル」はジャワ島南方を逃亡中だった。一方、「摩耶」、「野分」、「嵐」は周辺海域に漂流者がいるのを発見して救助作業を行おうとした。そこに、見張りから敵船発見の報告があり、「野分」、「嵐」がさっそく敵船に向かった。この敵船が「アッシュヴィル」だったが、初めは商船と思っていたのか拿捕の準備をはじめた。しかし、艦艇である事がわかってただちに攻撃準備に切り替え、10時36分、距離8,500メートルから射撃を開始した。「アッシュヴィル」はこれに先んじて砲撃を開始していたが、間もなく前後の砲が破壊され、火災が発生して左に30度傾いた。30分間の砲戦の末、「アッシュヴィル」はバリ島の196度160海里の地点で艦首から沈没していった。「嵐」が沈み行く「アッシュヴィル」に接近し生存者を救助しようとしたが、「嵐」の艦内に他の捕虜が多く収容されており余裕がなかったため、インディアナ州出身のフレッド・L・ブラウンだけを救助し、残りは銃で撃たれるかサメに食べられて落命した。ブラウンは捕虜収容所で捕虜仲間に「アッシュヴィル」の最期の様子を語った後、1945年3月にセレベス島の収容所で獄死した。ブラウンから話を聞かされた捕虜が生還した結果、アメリカ側は「アッシュヴィル」の最期の様子を知ることが出来た。「アッシュヴィル」は1942年5月8日に除籍された。唯一の生存者が結果的に生還しなかったこともあり、「アッシュヴィル」は生還者なく沈没したアメリカ海軍の水上艦艇の一隻として記録された。
「アッシュヴィル」は第二次世界大戦の戦功で1個の従軍星章を受章した。